# Bollvitmossa
Bollvitmossa (Sphagnum wulfianum) är en bladmossart som beskrevs av Girgensohn 1860. Enligt Catalogue of Life ingår Bollvitmossa i släktet vitmossor och familjen Sphagnaceae, men enligt Dyntaxa är tillhörigheten istället släktet vitmossor och familjen Sphagnaceae. Arten är reproducerande i Sverige. Inga underarter finns listade i Catalogue of Life.